# Герб Омутнинского района
Герб муниципального образования «Омутнинский район» — опознавательно-правовой знак, составленный и употребляемый в соответствии с правилами геральдики, служащий символом муниципального района «Омутнинский район» Кировской области Российской Федерации.

## Описание герба
Описание герба:
В пересечённом золотом и лазоревом поле щита в золоте червлёный ковш-братина, сопровождаемый по сторонам двумя зелёными елями, полный золотого расплавленного металла, изливающегося поверх всего золотою же струёю; в лазури золотой безант, обременённый сообразно изогнутой червлёной ящерицей — саламандрой и сопровождаемый по сторонам отходящими от него десятью золотыми искрами (по пять искр с каждой стороны).

## Обоснование символики
Обоснование символики:
Жёлтый цвет верхней части герба — цвет герба Кировской области;
 
лазоревый (синий) цвет в нижней части герба — изображён в виде омута — ямы в русле реки, говорит о водной составляющей природной среды Омутнинского района — реках Вятка и Омутная; именно омуты послужили основой для названия как самой реки Омутной, так и города Омутнинска и Омутнинского района;
братина — символизирует совместный труд всех жителей района по улучшению жизни и быта, уровня благосостояния населения; 
ели говорят о богатстве природы;
красная ящерица — саламандра, свернувшаяся кольцом, образует букву «О» — начальную букву названия района, символизирует очищающую силу огня, храбрость, мужество и стойкость, химические знания, позволяющие варить редкие сорта сталей, производить лекарственные препараты; 
количество искр соответствует количеству муниципальных образований, созданных на территории Омутнинского района на день перехода на новую форму местного самоуправления 2006 года; 
золото олицетворяет богатство и постоянство; 
лазурь (синий цвет) — честь, славу и верность; 
червлень (красный цвет) — любовь, силу, мужество и храбрость; 

зелёный цвет — надежду, свободу и здоровье.

## История создания
- 26 ноября 2008 — герб района утверждён решением Омутнинской районной Думы[2].

- Герб Омутнинского района включён в Государственный геральдический регистр Российской Федерации под № 4623[3].

## Использование на флаге
Флаг Омутнинского района утверждён 26 ноября 2008 года и внесён в Государственный геральдический регистр Российской Федерации с присвоением регистрационного номера 4624.
Описание флага: «Флаг муниципального образования Омутнинский муниципальный район Кировской области представляет собой прямоугольное полотнище с отношением ширины флага к длине — 2:3, воспроизводящее композицию герба муниципального образования Омутнинский муниципальный район Кировской области в синем, красном, зелёном и жёлтом цветах. Композиция герба располагается на флаге по центру». Геральдическое описание герба гласит: «В пересечённом золотом и лазоревом поле щита в золоте червлёный ковш-братина, сопровождаемый по сторонам двумя зелёными елями, полный золотого расплавленного металла, изливающегося поверх всего золотою же струёю; в лазури золотой безант, обременённый сообразно изогнутой червлёной ящерицей — саламандрой и сопровождаемый по сторонам отходящими от него десятью золотыми искрами (по пять искр с каждой стороны)».